# Tutankhamun (Album)
Tutankhamun ist ein Jazzalbum des Art Ensemble of Chicago. Die am 26. Juni 1969 in Paris entstandenen Aufnahmen erschienen 1974 auf RCA/Freedom. 1995 wurden die Aufnahmen (mit zwei Bonustracks „Tthinitthedalen: Part 1“ und „Tthinitthedalen: Part 2“) auf Black Lion Records als Compact Disc veröffentlicht.

## Hintergrund
Tutankhamun gehörte zu den ersten Studioterminen, die die vier damaligen Mitglieder des Art Ensemble, Lester Bowie, Roscoe Mitchell, Joseph Jarman und Malachi Favors Maghostut, im Laufe ihres zweijährigen Aufenthalts in Paris abhielten; drei Tage nach den Aufnahmen zu A Jackson in Your House am 23. Juni 1969 entstand das Material für die beiden LPs The Spiritual und Tutankhamun, gefolgt von People in Sorrow am 7. Juli 1969.

## Titelliste
- Art Ensemble of Chicago: Tutankhamun (RCA/Freedom 278091, Arista AL1903, Freedom FLPX41106/7)[2]

1. Tutankhamun 18:10
2. The Ninth Room 15:35

## Rezeption
Rovi Staff verlieh dem Album in Allmusic viereinhalb Sterne und schrieb, dieses wegweisende Album sei eine der einflussreichsten Free-Jazz-Aufnahmen im Avantgarde-Kanon der 1960er-Jahre. Beginnend mit den bizarren Gesangsstilen des Bassisten Malachi Favours seien die vier [teilweise] langen Stücke von Tutanchamun voller exzentrischer und vielseitiger Bläser-Arrangements, denen meist ausgedehnte Improvisationen folgen. Das Art Ensemble würde eine Klangfläche schaffen, die von intensiv bis distanziert reiche, und verwende Rubato-Formen (ohne Tempo) mit großer Klangvielfalt. Was die Musik des Art Ensembles von anderen unterscheide, die in dieser Zeit Free Jazz schrieben, sei die Verwendung dynamischer Kontraste. Dieses Album richte sich an Jazzliebhaber, die neue Klangperspektiven erkunden möchten. Bei der Musik zu Tutanchamun gehe es mehr um Textur als um Melodie, Harmonie oder sogar Rhythmus und Kontrapunkt. Das Schöne an dieser Musik sei jedoch, dass die Töne eine fesselnde und zum Nachdenken anregende Reise in die Möglichkeiten von Klang bieten.